# Richmond Bridge (Londres)
Pour les articles homonymes, voir Richmond.
Le Richmond Bridge est un pont en arc qui franchit la Tamise à Richmond, dans la banlieue sud-ouest du Grand Londres. Il connecte ainsi les deux parties du Borough londonien de Richmond upon Thames.
Conçu par James Paine et Kenton Couse et construit en 1774 et 1777, il s'agit d'un monument classé de Grade I.
Huitième pont construit sur la Tamise dans ce qui est maintenant le Grand Londres, le Richmond Bridge est aujourd'hui le plus ancien.

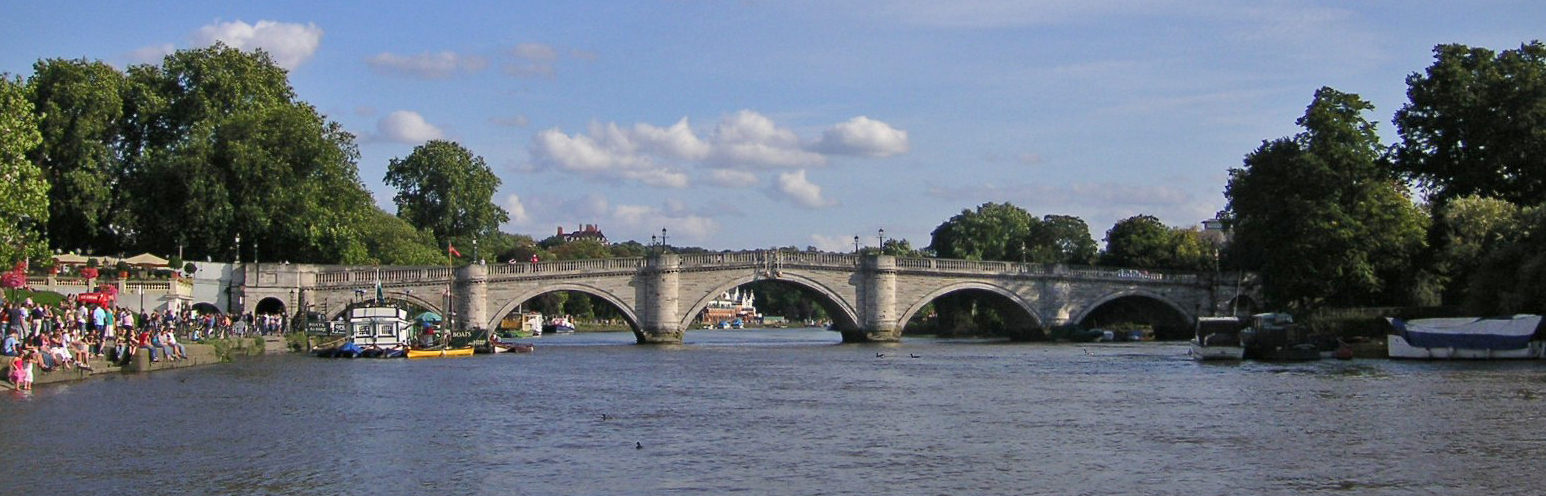
Richmond Bridge.